# Partito Nazionale Monarchico
Il Partito Nazionale Monarchico (PNM) è stato un partito politico italiano monarchico e conservatore, attivo dal 1946 al 1959.
Fondatore e primo segretario fu Alfredo Covelli. Il partito, particolarmente forte nel Sud Italia, raccoglieva al proprio interno istanze conservatrici, liberal-conservatrici, nazional-conservatrici, cristiano-democratiche e nazionaliste, e confluì infine nel Partito Democratico Italiano di Unità Monarchica (PDIUM) in seguito alla fusione con il Partito Monarchico Popolare di Achille Lauro.

## Storia
Il Partito nasce il 13 giugno 1946 - una settimana dopo la sconfitta monarchica al referendum del 2 giugno 1946 e data della partenza in esilio in Portogallo dell'ultimo re d'Italia Umberto II di Savoia - dalla fusione della Concentrazione Nazionale Democratica Liberale con altri partiti e associazioni monarchici e conservatrici.
Nel 1952 subì una prima scissione, con la nascita, stimolata dalla DC, del Fronte Nazionale Monarchico di Giovanni Alliata Di Montereale e Alberto Consiglio .
Il 2 giugno 1954 la componente interna del sindaco di Napoli, Achille Lauro, favorevole ad un'alleanza con la Democrazia Cristiana, linea però osteggiata dal segretario Covelli che preferiva un'alleanza di destra col Movimento Sociale Italiano, esce dal partito e ne fonda uno nuovo: il Partito Monarchico Popolare.
L'11 aprile 1959 il PMP ed il PNM si riunificarono dando vita al Partito Democratico Italiano, che il 7 marzo 1961 assunse la denominazione di Partito Democratico Italiano di Unità Monarchica.

## Risultati elettorali
| Elezione       | Elezione | Voti      | %    | Seggi    |
| -------------- | -------- | --------- | ---- | -------- |
| Politiche 1948 | Camera   | 729.078   | 2,78 | 14 / 574 |
| Politiche 1948 | Senato   | 393.510   | 1,74 | 3 / 237  |
| Politiche 1953 | Camera   | 1.854.850 | 6,85 | 39 / 590 |
| Politiche 1953 | Senato   | 1.581.128 | 6,51 | 14 / 237 |
| Politiche 1958 | Camera   | 659.997   | 2,23 | 11 / 596 |
| Politiche 1958 | Senato   | 565.045   | 2,16 | 2 / 246  |